# 大衛·卡斯特羅
大衛·卡斯特羅（David Castro，1996年2月7日—）是美国的一位童星。他最著名的作品是在2007年電影《上帝留下他鞋子的地方》中飾演 Justin Diaz角色。他在2004年首次出演電影。